# Görögország gazdasága

Görögország (kék) GDP-jének változása 1961-2010 között, összehasonlítva az eurózónáéval (piros)

Görögország (kék) és az eurózóna (zöld) adósságállományának változása 1999-2010 között

Görögország fejlett, kapitalista piacgazdasággal rendelkezik, amelyben a szolgáltatások adják a bruttó hazai termék több mint kétharmadát.

## Általános adatok
- Görögország bruttó hazai terméke 2013-ban: 241,7 milliárd USD
- Görögország államadóssága 2013-ban: 175,1%-a a GDP-nek

Görögország egyike a világ ötven legnagyobb gazdaságának, a 28 tagú Európai Unióban a tizenharmadik helyen áll. Az éves GDP 80,6 százalékát a szolgáltató szektor, 16 százalékát az ipar, 3,4 százalékát a mezőgazdaság adja. Fontos görög iparágak közé tartozik a turizmus és a hajózás. A görög tengerészeti kereskedelem az egyik legnagyobb a világon.
Görögország gazdasága nagyobb, mint bármelyik balkáni országé, így fontos regionális, illetve térségi gazdasági tényezőnek számít. Görögország a második legnagyobb külföldi tőkebefektetője Albániának, valamint harmadik legnagyobb külföldi befektetője Bulgáriának és előkelő helyen áll a külföldi tőkebefektetők listáján Romániában és Szerbiában. Görögország a Macedón Köztársaság legfontosabb kereskedelmi partnere, egyben legnagyobb külföldi befektetője. Az állami görög távközlési cég fontos vállalatnak számított Jugoszláviában is.
2003 és 2007 között a görög gazdaság évi 4%-os növekedést ért el, részben a 2004. évi nyári olimpiai játékokhoz köthető infrastrukturális fejlesztéseknek és a rekord méretű fogyasztásnak köszönhetően. 2009-re azonban a gazdasági világválság és a 2009 októberi választások előtti túlköltekezés következtében adósságválságba került. A gazdaság 2011-re 1993 óta a legsúlyosabb recesszióba zuhant, a működést hitelező európai bankrendszer és az euró összeomlásával fenyegetett. A kormány az euróövezeti tagság megtartása érdekében súlyos megszorításokra kényszerült.

## Gazdasági ágazatok

### Mezőgazdaság
A szektor igen magas arányban részesedik a nemzeti termékből. A síkságokat részben mesterséges öntözéssel teszik a növénytermesztésre alkalmassá. Termékeny vidékei a Makedónia-síkság, Thesszáliai-síkság, Bóiótiai-síkság, Argoliszi-síkság. Mezőgazdaságának vezető ága a növénytermesztés, legfőbb terményei a szőlő illetve a mazsola, az olivabogyó, a citrusfélék, a zöldség és a gyümölcs. Juh- és kecsketenyésztése is jelentős.

### Ipar

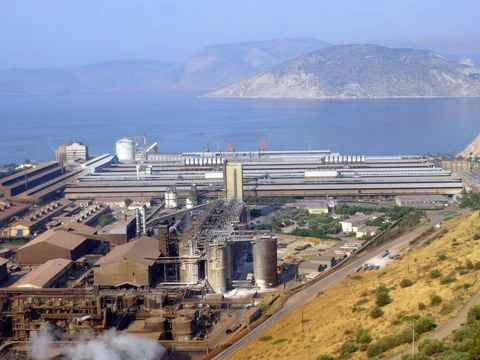
Alumíniumgyár Boiótia régióban

Kitermelt ásványkincsei: bauxit, vas, nikkel, réz, króm, barnakőszén, tőzeg, magnezit.
A legjelentősebb iparágak: a turizmus, a hajógyártás, az élelmiszer-feldolgozás és a dohányipar.
A vendégmunkások (bevándorlók) adják a Görögország munkaerő-piacának csaknem ötödét. A vendégmunkások többsége az építészetben és a mezőgazdaságban dolgozik.
Költségvetési hiánya 2001 és 2006 között meghaladta az EU által megszabott maastrichti kritériumokat, 2007-08-ra végül sikerült teljesíteni őket, de 2009-ben a 12,7%-os deficit jóval túllépte a megengedett maximális 3%-ot. Az államadósság, az infláció és a munkanélküliség magasabb az euróövezet átlagánál.
2003 és 2007 között a görög gazdaság évi 4%-os növekedést ért el, részben a 2004. évi nyári olimpiai játékokhoz köthető infrastrukturális fejlesztéseknek és a rekord méretű fogyasztásnak köszönhetően. 2009-re azonban a gazdasági világválság és a 2009 októberi választások előtti túlköltekezés következtében adósságválságba került. A gazdaság 2011-re 1993 óta a legsúlyosabb recesszióba zuhant, a működést hitelező európai bankrendszer és az euró összeomlásával fenyegetett. A kormány az euróövezeti tagság megtartása érdekében súlyos megszorításokra kényszerült.

### Kereskedelem

#### Turizmus
Görögország a hetedik leglátogatottabb ország az Európai Unióban és a 16. a világon. Bár korábban a mezőgazdaság adta az ország fő bevételi forrását, a mezőgazdaság helyét mára már átvette a turizmus. Ennek ellenére a mezőgazdaság ma is fontos bevételi forrásnak számít. A legjelentősebb iparágak a turizmus, a hajógyártás, az élelmiszer-feldolgozás és a dohányipar. A bevándorlók teszik ki a munkaerő csaknem ötödét, főként a mezőgazdaságban és az építkezéseken dolgoznak. Görögország a bruttó hazai termék 3%-ának megfelelő támogatást kap az Európai Uniótól.
Költségvetési hiánya 2001 és 2006 között meghaladta az EU által megszabott maastrichti kritériumokat, 2007-08-ra végül sikerült teljesíteni őket, de 2009-ben a 12,7%-os deficit jóval túllépte a megengedett maximális 3%-ot. Az államadósság, az infláció és a munkanélküliség magasabb az euróövezet átlagánál.

#### Külkereskedelem
Az ország folyamatos deficittel küzd, melyet a turizmusból származó bevételek ellensúlyoznak.
Főbb exportcikkei:
- Zöldség és gyümölcsfélék (narancs, szőlő, citrom, paradicsom, füge)
- Textilipari termékek
- Vegyipari termékek

Főbb importcikkek:
- Gépek
- Közlekedési eszközök
- vegyipari termékek
- Kőolaj és kőolajtermékek.

Az Európai Unió tagjaként külkereskedelmének jelentős részét a tagállamokkal (főként Németországgal, Nagy-Britanniával, Olaszországgal, Franciaországgal és Hollandiával) bonyolítja le. Emellett jelentős exportpartnere az USA is. A nemzetközi bérfuvarozásból szintén jelentős bevételei származnak.

## IGI-gázvezeték
A Görögország–Olaszország gázvezeték, vagy rövidítve IGI-gázvezeték egy tervezett földgázvezeték, mely a Kaszpi-tenger térségéből szállítana földgázt Törökországon és Görögországon keresztül Olaszországba. Tervezett szállítási kapacitása évi 8–10 milliárd m³, hossza több mint 800 km, ebből 600 km Görögországra esik, 200–300 km-es szakasza pedig a Jón-tenger alatt húzódna. A tenger alatti szakasz Poszeidon-gázvezeték néven is ismert. Ez a szakasz a görögországi Igumenícából indul és az olaszországi Otrantónál végződik majd. A vezeték a tervek szerint Szaloniki környékén csatlakozik a görög gázelosztó hálózathoz. A vezeték másik oldalról a török BOTAŞ hálózatához kapcsolódik, amelyen keresztül elérhetők a kaszpi térség és a Közel-kelet gázkészletei.

## Fordítás
- Ez a szócikk részben vagy egészben  az   Economy of Greece című angol Wikipédia-szócikk fordításán alapul.  Az eredeti cikk szerkesztőit annak laptörténete sorolja fel. Ez a jelzés csupán a megfogalmazás eredetét és a szerzői jogokat jelzi, nem szolgál a cikkben szereplő információk forrásmegjelöléseként.